# 京都市立修学院小学校
京都市立修学院小学校（きょうとしりつしゅうがくいんしょうがっこう）は、京都府京都市左京区沖殿町1に所在する公立小学校。

## 沿革
当校沿革は、「京都市立修学院小学校沿革」より参照

### 略歴
当校は、1916年に修学院村立修学院尋常小学校として設立された。

### 年表
- 1873年（明治6年）5月 - 一乗寺尋常小学校創立
- 1874年（明治7年）8月 - 修学院尋常小学校創立
- 1876年（明治9年）- 高野尋常小学校創立
- 1908年（明治41年）- 修学院尋常小学校が廃校、松ヶ崎橋西詰に松ヶ崎・修学院二ヶ村組合立格知尋常小学校を設置[1]。
- 1916年（大正5年）4月1日 - 愛宕郡修学院村と松ヶ崎村との組合を解散し、格知小学校を廃校。修学院村立修学院尋常小学校を設立する
- 1916年（大正5年）11月2日 - 当校校舎が完成する。
- 1920年（大正9年） - 校歌ができる
- 1941年（昭和16年） - 国民学校令により京都市修学院国民学校となる。
- 1945年（昭和20年）
  - 4月 - 軍需生産を担う工場の疎開のため、校舎すべてが三菱重工業の工場に転換される。それにより全校児童は、各地域に分散して授業をする。
  - 9月 - 終戦となり、児童らは当校に復帰する
- 1947年（昭和22年）- 学校教育法施行により京都市立修学院小学校に改称
- 1950年（昭和25年）- 育成学級（ひまわり学級）を設置
- 1959年（昭和34年）- 京都市立修学院第二小学校が設置され、当校から分離する
- 1976年（昭和51年）- 京都市立上高野小学校が設置され、当校から分離する
- 2012年（平成24年）11月 - 6年生が男子400メートルリレーで，全国大会出場する
- 2013年（平成25年）12月 - 6年生がクロスカントリー全国大会に出場する
- 2020年（令和2年）3月5日 - 新型コロナウイルス感染症防止のため，5月31日まで臨時休業となる
- 2021年（令和3年）2月 -  GIGAスクール構想に基づく取組が始まる。

## 通学区域
- 京都市左京区一乗寺・修学院地域の一部[2]

## 著名な卒業生
- 徳井義実（チュートリアル）（お笑い芸人）
- 福田充徳（チュートリアル）（お笑い芸人）
- 加藤未唯（テニス）